# Luca Bizzarri
Luca Bizzarri (Genova, 13 luglio 1971) è un attore, comico e conduttore televisivo italiano, noto principalmente per il duo Luca e Paolo formato con Paolo Kessisoglu.

## Biografia

### Attore

#### Gli esordi
Incomincia come attore di teatro, prendendo parte nel 1986 allo spettacolo Pignasecca e Pignaverde, con la compagnia teatrale dialettale "Gilberto Govi". Nel 1994 si diploma alla scuola di recitazione del Teatro Stabile di Genova. Durante il corso partecipa a numerose messe in scena e nel saggio finale è il protagonista de Il suicida, per la regia di Anna Laura Messeri.
Successivamente con il Teatro Stabile di Genova recita in alcune tragedie, tra cui Riccardo III (regia di Aleksandar Cvjetckovich); Amleto (regia di Benno Besson) e Ivanov (diretto da Marco Sciaccaluga; impersona il terzo ospite/Pëtr, domestico di Ivanov). Dal 1991 al 1998 continua a collaborare con alcune compagnie teatrali, mettendosi in luce in Il mare in un imbuto (1992) e nel monologo American Psyco (1995).

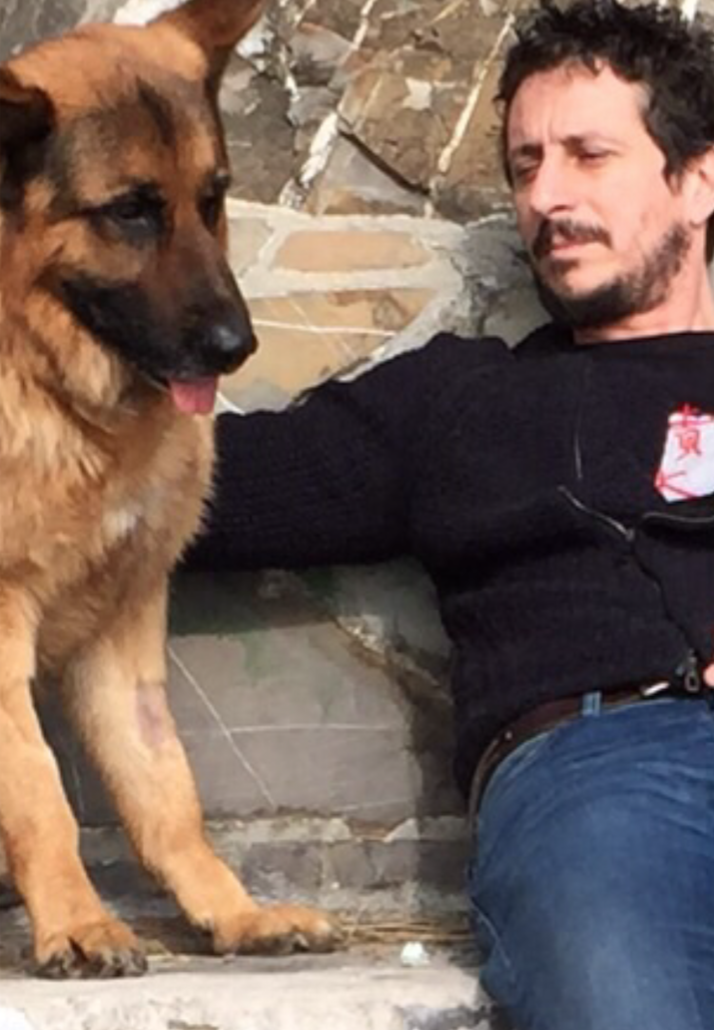
Luca e il suo cane Smog

Nel 1991, durante i provini per l'ammissione alla scuola dello Stabile di Genova, conosce il concittadino Paolo Kessisoglu, con cui da quel momento forma la coppia comica Luca e Paolo. Con Kessisoglu partecipa alla fondazione del gruppo cabarettistico dei Cavalli Marci, che si metteranno in evidenza nella stagione 1997-1998 nella trasmissione comica Ciro, il figlio di Target, condotta da Gaia De Laurentiis.

#### Il duo Luca e Paolo
Il sodalizio coi Cavalli Marci dura fino al 1998: in quell'anno Bizzarri e Kessisoglu escono dal gruppo per formare la coppia comica Luca e Paolo. L'anno seguente sono protagonisti del film E allora mambo! di Lucio Pellegrini, e ancora una volta nel cast di Ciro; proprio sull'onda del successo del personaggio di Mimmo Amerelli, il disc jockey malavitoso del programma, incidono con la collaborazione di Molella il singolo dance Alla consolle. Nel 2000 l'intera squadra di E allora mambo! ritorna al cinema con Tandem.
Nel 2000 Luca & Paolo approdano su MTV con un nuovo programma, chiamato MTV Trip, in cui girano l'Italia a bordo di una Fiat 130 targata Bologna con allestimento carro funebre chiacchierando e creando parodie, sketch e filmati divertenti del paese in cui alloggiavano. Il programma ottiene un discreto successo e arriva fino alla quarta edizione, girata anche in Spagna. L'anno seguente doppiano il film Disney Le follie dell'imperatore e diventano conduttori, sempre accanto a una presenza femminile che cambierà negli anni, del programma Le Iene di Italia 1.
Nel 2001 Luca & Paolo partecipano nelle vesti dei "municipali" (due vigili della polizia) al videoclip della canzone Supereroi dei Meganoidi, estratta dall'album Into the Darkness, Into the Moda. La canzone diviene la sigla del programma Le Iene. Sempre nello stesso anno sono anche nel cast di Mai dire Gol. Tra il 2002 e il 2003 prestano le proprie voci al cartone animato Sitting Ducks e al film d'animazione spagnolo La foresta magica. Sempre nel 2003 partecipano all'adattamento italiano del format internazionale Camera Café, dove Luca Bizzarri interpreta uno dei due personaggi protagonisti, l'impiegato e sindacalista Luca Nervi (nome con cui è chiamato spesso nella community del web). Nel novembre dello stesso anno Bizzarri apre a Genova il locale Il Clan.

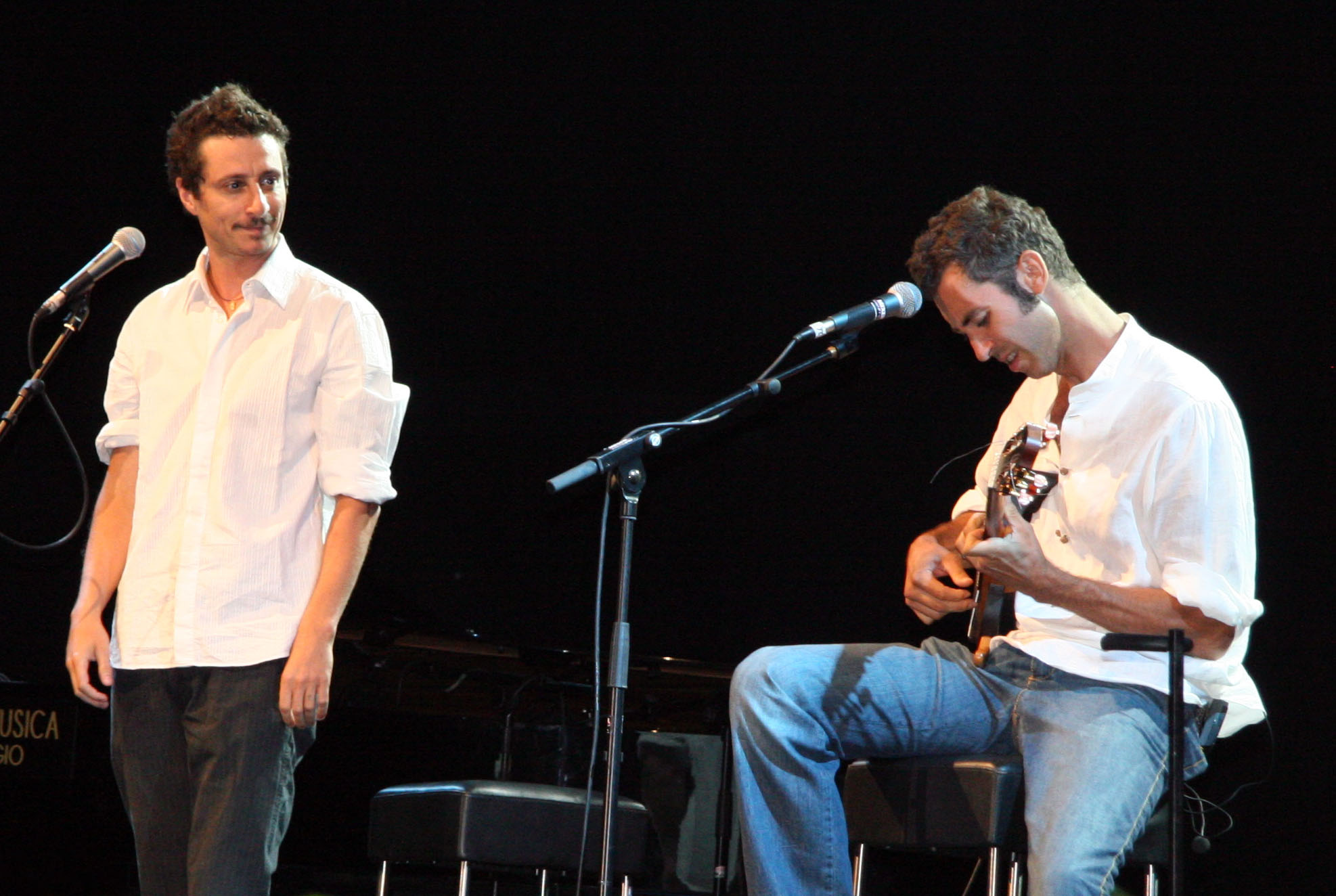
Luca e Paolo Kessisoglu nel 2008 al Festival Gaber di Viareggio

Nell'autunno del 2004 i due comici presentano lo show televisivo comico Superciro. Nell'ottobre del 2005 ricevono entrambi il premio per la migliore interpretazione maschile al Festival del film italiano di Annecy per il film ...e se domani. Nel 2007 partecipano insieme alla sitcom ispirata alla commedia omonima di Neil Simon, La strana coppia, e partecipano alla corsa automobilistica Mille miglia. Nel 2008 interpretano una piccola parte nel film Asterix alle Olimpiadi e partecipano nuovamente alla Mille miglia. Nello stesso anno, Luca apre il Centro di Formazione Artistica, una scuola di danza, recitazione e canto nel centro storico di Genova. Dopo aver lasciato per un breve periodo la conduzione de Le Iene al comico Fabio De Luigi, nel gennaio del 2009 Bizzarri torna con l'amico Paolo Kessisoglu al timone del programma, al fianco di Ilary Blasi.
Nel 2011 Bizzarri e Kessisoglu vengono invitati da Gianni Morandi a presentare il Festival di Sanremo 2011 insieme a lui, Belén Rodríguez ed Elisabetta Canalis. L'anno dopo i due conducono Scherzi a parte, poi nel 2014 il varietà Giass e infine nel 2015 il programma comico Colorado. Tra il 2017 e il 2021 i due presentano, insieme a Mia Ceran, il programma domenicale Quelli che il calcio su Rai 2; contemporaneamente, curano saltuariamente la copertina satirica del talk show politico Dimartedì su LA7. Per quest'ultima emittente, Bizzarri nel 2022 presta la voce a Volodymyr Zelens'kyj nell'edizione italiana della serie Servitore del popolo.
Nel 2023, sempre insieme a Kessisoglu, dapprima partecipa e vince la terza edizione del game show LOL - Chi ride è fuori di Prime Video e poi affianca Loretta Goggi nel varietà Benedetta primavera di Rai 1.

### Altre attività
Nell'agosto 2017, su indirizzo dell'assessore regionale Ilaria Cavo, gli viene affidata dal Comune di Genova e dalla Regione Liguria la presidenza della Fondazione Culturale del Palazzo Ducale di Genova, incarico che ha ricoperto fino all'ottobre 2022. Nei cinque anni di presidenza, Bizzarri ha dato l'impulso alla rifunzionalizzazione e valorizzazione degli spazi del Ducale; vedi il recupero del Piccolo Teatro, il restauro degli affreschi interni e delle facciate esterne.
Nell'ottobre 2020 debutta come scrittore con il romanzo Disturbo della pubblica quiete.

## Vita privata
Figlio di un vicebrigadiere dell'Arma dei Carabinieri, è un acceso tifoso del Genoa, squadra che cita numerose volte durante i suoi lavori. Dal punto di vista politico, si è dichiarato più volte simpatizzante dei Radicali Italiani ed estimatore di Emma Bonino.

## Filmografia

### Cinema
- E allora mambo!, regia di Lucio Pellegrini (1999)
- Tandem, regia di Lucio Pellegrini (2000)
- ...e se domani, regia di Giovanni La Parola (2005)
- Asterix alle Olimpiadi (Astérix aux Jeux Olympiques), regia di Frèdèric Forestier e Thomas Langmann (2008)
- Immaturi, regia di Paolo Genovese (2011)
- Immaturi - Il viaggio, regia di Paolo Genovese (2012)
- Colpi di fortuna, regia di Neri Parenti (2013)
- Un fidanzato per mia moglie, regia di Davide Marengo (2014)
- Un figlio di nome Erasmus, regia di Alberto Ferrari (2020)
- Per tutta la vita, regia di Paolo Costella (2021)
- Il giorno più bello, regia di Andrea Zalone (2022)
- Da grandi, regia di Fausto Brizzi (2023)
- Ari - Cassamortari, regia di Claudio Amendola (2024)

### Televisione
- Camera Café – sitcom (2003-2017) – Luca Nervi
- La strana coppia – serie TV, 30 episodi (2007)
- I Cesaroni – serie TV, episodio 4x10 (2010) – cameo
- Così fan tutte – sitcom (2011)
- Immaturi - La serie – serie TV, 8 episodi (2018)
- Tutta colpa di Freud – serie TV, 8 episodi (2021)
- Mostruosamente Villaggio – documentario (2024)

### Doppiaggio
- Clank in Trilli, Trilli e il tesoro perduto e Trilli e il grande salvataggio
- Kuzco ne Le follie dell'imperatore
- HuHu ne La foresta magica
- Bill in Sitting Ducks
- Vasilij Goloboroďko in Servitore del popolo[14]

## Teatrografia (parziale)
- Non hanno un amico, di Luca Bizzarri e Ugo Ripamonti, regia di Luca Bizzarri (2023-2025)
- Il medico dei maiali, con Francesco Montanari, scritto e diretto da Davide Sacco (2025)
- Le nostre donne, di Éric Assous, con Enzo Paci e Antonio Zavatteri, regia di Alberto Giusta (dal 2025)

## Programmi TV
- Ciro, il figlio di Target (1997-1998)
- Ciro (1999)
- MTV Trip (2000-2001)
- Mai dire Gol (2001)
- Le Iene (2001-2011)
- Ciro presenta Visitors (2003)
- Superciro (2004)
- Festival di Sanremo (2011)
- Scherzi a parte (2012)
- Radio Italia Live - Il concerto (2013-2019, 2022-2023)
- Giass (2014)
- Colorado (2015-2016)
- Dimartedì (2017, 2021-in corso)
- Amici di Maria De Filippi (2017)
- Quelli che il calcio (2017-2021)
- Quelli che... dopo il TG (2018)
- Sanremo Giovani 2018 (2018)
- Ballata per Genova (2019)
- Quelli che il lunedì (2021)
- LOL - Chi ride è fuori (2023)
- Benedetta primavera (2023)
- Christmas Gym - La festa delle medaglie (2024)

## Pubblicità
- Citroën C3 (2005)
- Vodafone (2010)
- Mediaset Premium (2011-2017)
- FIAT (2011-2012)
- Dreher (2012)
- Kinder Bueno (2014)

## Videoclip
- Supereroi contro la Municipale – Meganoidi (2001)
- Baluba – Flabby (1999)
- Immaturi – Alex Britti (2011)

## Podcast
- Non hanno un amico (2022-in corso)
- La ballata dell'Andrea Doria (2022)

## Opere
- Disturbo della pubblica quiete, Milano, Mondadori, 2020, ISBN 978-88-04-72675-3.
- Non hanno un amico, Milano, Mondadori, 2024, ISBN 978-88-04-78350-3.